# Amphiprostylos

Amphiprostylos

Ein Amphiprostylos (Griechisch, Plural Amphiprostyloi) ist eine der Grundrissformen des griechischen Tempels.
Der Amphiprostylos, eine Weiterentwicklung des Prostylos, besteht aus der Cella und Säulenstellungen an Front und Rückseite des Tempels (vgl. Vitruv III 2, 4). Die Cella kann Anten besitzen, Pronaos und Opisthodom können ausgebildet sein. Je nach dem spricht man von amphiprostylem Antentempel oder amphiprostylen Doppelantentempel.
Bekannte Beispiele für den Amphiprostylos sind der Tempel am Ilissos in Athen, der Athena Nike-Tempel auf der Akropolis in Athen, der Athenatempel von Lindos und der Apollontempel III auf Delos. In Jebel Khalid, in Syrien wurde ein Amphiprostylos ausgegraben.